# Independence Bowl 2017
Match précédent Match suivant
L'Independence Bowl 2017 est un match de football américain de niveau universitaire joué après la saison régulière de 2017, le 27 décembre 2017 dans l'Independence Stadium de Shreveport dans l'état de Louisiane aux États-Unis.
Il s'agit de la 42e édition du Independence Bowl.
Le match met en présence les équipes des Golden Eagles de Southern Miss issus de la Conference USA et des Seminoles de Florida State issus de la Atlantic Coast Conference.
Il débute à 13 h 30 locales et est retransmis en télévision sur ESPN.
Sponsorisé par la société Walk-On's Bistreaux & Bar, le match est officiellement dénommé le Walk-On's Independence Bowl 2017.
Florida State gagne le match sur le score de 42 à 13.

## Présentation du match
| Équipes                                         | Conférences | Entraîneurs        | Stats. saison rég. | Classements avant le bowl CFP-AP-Coaches |
| ----------------------------------------------- | ----------- | ------------------ | ------------------ | ---------------------------------------- |
| Golden Eagles de Southern Miss                  | C-USA       | Jay Hopson (en)    | 8 - 4              | NC                                       |
| Seminoles de Florida State                      | ACC         | Odell Haggins (en) | 6 - 6              | NC                                       |
| Arbitre : Greg Sujack (Mid-American Conference) |             |                    |                    |                                          |

Il s'agit de la 23e rencontre entre ces deux équipes. Florida State mène les statistiques avec 18 victoires pour 8 défaites et 1 nul.

### Golden Eagles de Southern Miss
Avec un bilan global en saison régulière de 8 victoires et 4 défaites, Southern Miss est éligible et accepte l'invitation pour participer à l'Independence Bowl de 2017.
Ils terminent 3e de la West Division de la Conference USA derrière North Texas et UAB, avec un bilan en division de 6 victoires et 2 défaites.
À l'issue de la saison 2017, ils n'apparaissent pas dans les classements CFP, AP et Coaches
Il s'agit de leur 3e participation à l'Independence Bowl :
- Victoire le 13 décembre 1980, 16 à 14 contre les Cowboys de McNeese State;
- Victoire le 23 décembre 1988, 38 à 18 contre les Miners d'UTEP.

### Seminoles de Florida State
Avec un bilan global en saison régulière de 6 victoires et 6 défaites, Florida State est éligible et accepte l'invitation pour participer à l'Independence Bowl de 2017.
Ils terminent 6e de la Atlantic Division de l'Atlantic Coast Conference derrière no 1 Clemson, NC State, Boston College, Louisville et Wake Forest , avec un bilan en division de 3 victoires et 5 défaites.
À l'issue de la saison 2017, ils n'apparaissent pas dans les classements CFP, AP et Coaches.
Il s'agit de leur 1re apparition à l'Independence Bowl.

## Résumé du match
Début du match à 12 h 36 locales, fin à 16 heures pour une durée totale de jeu de 3 heures et 34 minutes.
Températures de 5 °C, vent de Nord-Est de 16 km/h, ciel nuageux, pas de pluie,
| QT          | Temps       | Drive       | Drive       | Drive       | Équipe      | Description de l'action | Score | Score |
| QT          | Temps       | Jeux        | Yards       | TDP         | Équipe      | Description de l'action | USM   | FSU   |
| ----------- | ----------- | ----------- | ----------- | ----------- | ----------- | --- | ----- | ----- |
| 1           | 11:05       | 8           | 63          | 03:55       | USM         | TD à la suite d'une course de 5 yards par QB Griggs Kwadra mais la tentative de conversion à 1 point par K Shaunfield Parker échoue              | 6     | 0     |
| 1           | 05:20       | 12          | 75          | 05:45       | FSU         | TD de 20 yards par WR Auden Tate à la suite d'une réception d'une passe de QB James Blackman + 1 point de conversion par K Ricky Aguayo          | 6     | 7     |
| 2           | 12:38       | 9           | 80          | 04:59       | FSU         | TD de 14 yards par RB Cam Akers à la suite d'une réception d'une passe de QB James Blackman + 1 point de conversion par K Ricky Aguayo           | 6     | 13    |
| 2           | 07:48       | 8           | 58          | 02:51       | FSU         | FG de 29 yards par K Ricky Aguaya | 6     | 16    |
| 2           | 01:33       | 4           | 24          | 01:30       | FSU         | TD de 10 yards par WR Auden Tate à la suite d'une réception d'une passe de QB James Blackman + 1 point de conversion par K Ricky Aguayo          | 6     | 23    |
| 3           | 10:45       | 10          | 43          | 04:15       | FSU         | FG de 39 yards par K Ricky Aguayo | 6     | 26    |
| 3           | 03:25       | 9           | 85          | 04:40       | FSU         | TD à la suite d'une course de 2 yards par RB Jacques Patrick + 1 point de conversion par K Ricky Aguayo                                          | 6     | 33    |
| 3           | 00:44       | 6           | 75          | 02:41       | USM         | TD de 13 yards par WR Robertson Korey à la suite d'une réception d'une passe de QB Griggs Kwadra + 1 point de conversion par K Shaunfield Parker | 13    | 33    |
| 4           | 13:34       | 5           | 30          | 02:10       | FSU         | TD de 17 yards par WR Auden Tate à la suite d'une réception d'une passe de QB James Blackman + 1 point de conversion par K Ricky Aguayo          | 13    | 39    |
| 4           | 07:32       | 8           | 13          | 03:54       | FSU         | FG de 39 yards par K Ricky Aguayo | 13    | 42    |
| Score final | Score final | Score final | Score final | Score final | Score final | Score final | 13    | 42    |

## Statistiques
| Meilleur joueur (MVP) |                |               |       |
| Système               | Nom            | Équipe        | Poste |
| Attaque               | James Blackman | Florida State | QB    |
| Défense               | Nayte Andrews  | Florida State | DB    |

| Statistiques par équipe                |                                                       |                                                       |
| Statistiques                           | USM                                                   | FSU                                                   |
| 1er down                               | 12                                                    | 25                                                    |
| 1er down à la course                   | 4                                                     | 10                                                    |
| 1er down à la passe                    | 7                                                     | 14                                                    |
| 1er down suite pénalité                | 1                                                     | 1                                                     |
| Conversion de 3e down                  | 4/14                                                  | 7/13                                                  |
| Conversion de 4e down                  | 2/4                                                   | 1/1                                                   |
| Jeux–yards                             | 55 jeux pour 260 yards                                | 74 jeux pour 452 yards                                |
| Yards à la course                      | 28 courses pour 131 yards moyenne de 4,7 yards/course | 45 courses pour 214 yards moyenne de 4,8 yards/course |
| Yards à la passe                       | 129                                                   | 238                                                   |
| Passes : Réussies-Tentées-Interceptées | 15/27, 0 interception                                 | 19/29, 0 interception                                 |
| Réussite en zone rouge/chances         | 2/2                                                   | 6/7                                                   |
| TD                                     |                                                       |                                                       |
| Field Goals0/0                         | 3/3                                                   |                                                       |
| Sacks (Nombre-Yards)                   | 0 pour 0 yards adverses perdus                        | 0 pour 0yards adverses perdus                         |
| Fumbles (Nombre/Perdus)                | 1/1                                                   | 0/0                                                   |
| Pénalités (Nombre/Yards perdus)        | 7 pour 44 yards perdus                                | 6 pour 60 yards perdus                                |
| Temps de possession                    | 22:52                                                 | 37:08                                                 |

| Statistiques individuelles |                 |                                                                         |
| Quaterbacks                |                 |                                                                         |
| USM                        | Griggs Kwadra   | 13/25 passes complétées, 86 yards, 0 interception, 1 TD, 0 sack subi    |
| FSU                        | James Blackman  | 18/26 passes complétées, 233 yards, 0 interception, 4 TDs, 0 sack subi  |
| Meilleurs coureurs         |                 |                                                                         |
| USM                        | Smith Ito       | 16 courses pour 92 yards nets gagnés, 0 TD, moyenne de 5,8 yards/course |
| FSU                        | Cam Akers       | 13 courses pour 94 yards nets gagnés, 0 TD, moyenne de 7,2 yards/course |
| Meilleurs receveurs        |                 |                                                                         |
| USM                        | Robertson Korey | 4 réceptions pour 36 yards gagnés, 1 TD                                 |
| FSU                        | Ryan Izzo       | 6 réceptions pour 59 yards gagnés, 0 TD                                 |
| Meilleurs tacleurs         |                 |                                                                         |
| USM                        | Moore Tarvarius | 14 tacles dont 11 en solo, 1 touché pour perte de 3 yards adverses      |
| FSU                        | A. J. Westbrook | 6 tacles en solo et 1 Fumble recouvert (0 yards)                        |